# Landkreis Oppeln

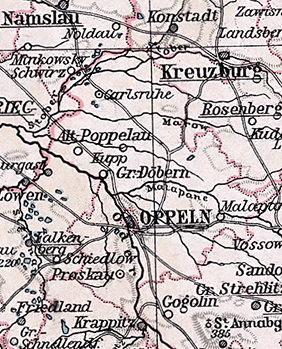
Der Landkreis Oppeln auf einer Karte von 1905

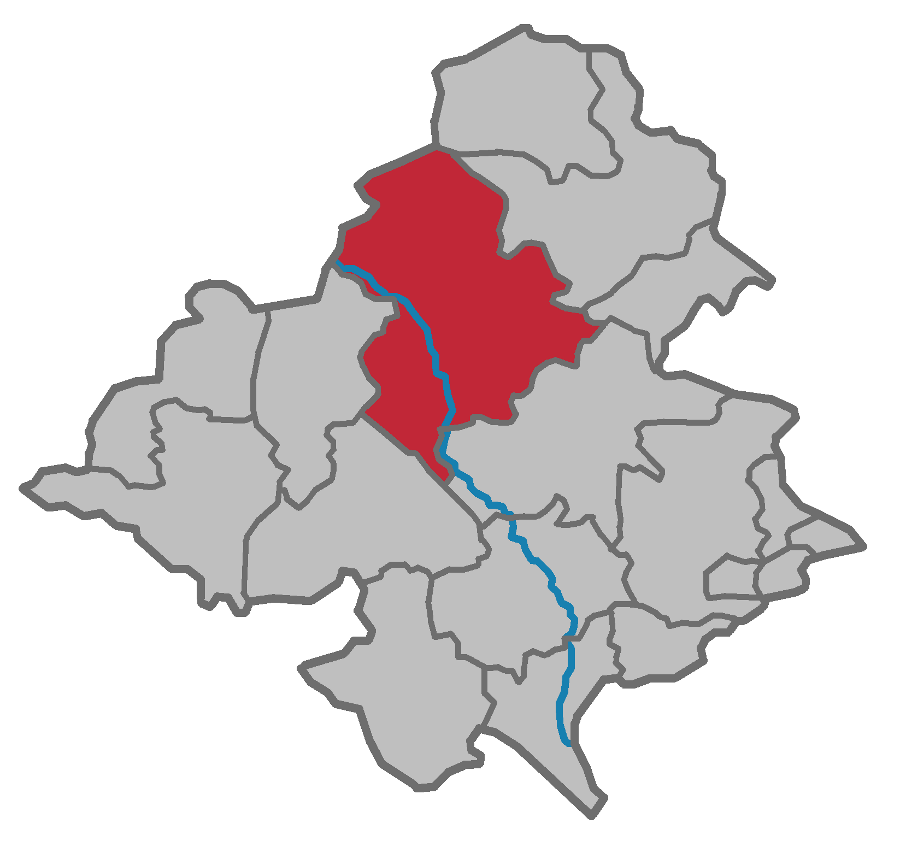
Lage des Landkreises in der Provinz Oberschlesien

Der Landkreis Oppeln war ein preußischer Landkreis in Schlesien, der in den Jahren 1743 bis 1945 bestand. Seine Kreisstadt war die Stadt Oppeln, die seit 1899 einen eigenen Stadtkreis bildete. Das ehemalige Kreisgebiet liegt heute in der polnischen Woiwodschaft Oppeln.

## Verwaltungsgeschichte
Nach der Eroberung des größten Teils von Schlesien wurden von König Friedrich II. in den Jahren 1742 in Niederschlesien und 1743 auch in Oberschlesien preußische Verwaltungsstrukturen eingeführt. Dazu gehörte die Einrichtung zweier Kriegs- und Domänenkammern in Breslau und Glogau sowie deren Gliederung in Kreise und die Einsetzung von Landräten. Die Ernennung der Landräte in den oberschlesischen Kreisen erfolgte auf einen Vorschlag des preußischen Ministers für Schlesien Ludwig Wilhelm von Münchow hin, dem Friedrich II. im Februar 1743 zustimmte.
Im Fürstentum Oppeln, einem der schlesischen Teilfürstentümer, wurden aus den alten schlesischen Weichbildern preußische Kreise gebildet, darunter auch der Kreis Falkenberg. Als erster Landrat des Kreises Oppeln wurde Erdmann Gustav von Walspeck eingesetzt. Der Kreis Oppeln unterstand zunächst der Kriegs- und Domänenkammer Breslau und wurde im Zuge der Stein-Hardenbergischen Reformen dem Regierungsbezirk Oppeln der Provinz Schlesien zugeordnet.
Bei der Kreisreform vom 1. Januar 1818 im Regierungsbezirk Oppeln wurden die Kreisgrenzen wie folgt geändert:
- Die Dörfer Dobersdorf und Malkowitz wechselten aus dem Kreis Oppeln in den Kreis Neustadt.
- Die Dörfer Baumgarten, Ellguth-Friedland, Ellguth-Tillowitz, Floste, Groditz, Hammer, Jamke, Michelsdorf, Piechotzütz, Plieschnitz, Puschine, Sabine, Schedliske, Schiedlow, Seifersdorf, Sokollnik, Tillowitz, Weiderwitz und Woistrasch wechselten aus dem Kreis Oppeln in den Kreis Falkenberg.
- Die Dörfer Chorulla, Goradze, Grabow, Groß Stein, Klein Stein, Lowietzko, Mallnie, Ottmuth und Oderwanz wechselten aus dem Kreis Oppeln in den Kreis Groß Strehlitz.
- Das Dorf Kobyllno wechselte aus dem Kreis Rosenberg in den Kreis Oppeln.

Am 15. Mai 1899 schied die Stadt Oppeln aus dem Kreis Oppeln aus und bildete einen eigenen Stadtkreis. Der Kreis Oppeln wurde seitdem als Landkreis bezeichnet. 
Zum 8. November 1919 wurde die Provinz Schlesien aufgelöst und aus dem Regierungsbezirk Oppeln wurde die neue Provinz Oberschlesien gebildet. In der Volksabstimmung in Oberschlesien am 20. März 1921 votierten 69,4 % der Wähler für den Verbleib bei Deutschland und 30,6 % für eine Abtretung an Polen.
Ende der 1920er Jahre fand im Landkreis Oppeln wie im übrigen Freistaat Preußen eine Gebietsreform statt, bei der fast alle Gutsbezirke aufgelöst und benachbarten Landgemeinden zugeteilt wurden.
In den Jahren 1933 bis 1938 wurde im Landkreis der Turawa-Stausee angelegt. Am 1. April 1936 wurde der Stadtkreis Oppeln zu Lasten des Landkreises erweitert. Teile der Gemeinden Birkowitz, Halbendorf, Slawitz, Stefanshöh und Vogtsdorf wurden in die Stadt Oppeln eingegliedert. Am 1. April 1939 wurde die Gemeinde Karmerau aus dem Landkreis Oppeln in den Kreis Groß Strehlitz umgegliedert.
Zwar wurden am 1. April 1938 die preußischen Provinzen Niederschlesien und Oberschlesien zur neuen Provinz Schlesien zusammengeschlossen; dieser Zusammenschluss war jedoch nur von kurzer Dauer, denn zum 18. Januar 1941 wurde die Provinz Schlesien erneut aufgelöst und aus den Regierungsbezirken Kattowitz und Oppeln die neue Provinz Oberschlesien gebildet.
Während des Zweiten Weltkriegs im Frühjahr 1945 wurde das Kreisgebiet von der Roten Armee besetzt. Im Sommer 1945 wurde das Kreisgebiet von der sowjetischen Besatzungsmacht gemäß dem Potsdamer Abkommen unter polnische Verwaltung gestellt. Im Kreisgebiet begann anschließend der Zuzug polnischer Zivilisten, die zum Teil aus den an die Sowjetunion gefallenen Gebieten östlich der Curzon-Linie kamen. In der Folgezeit wurde die deutsche Bevölkerung größtenteils aus dem Kreisgebiet vertrieben; der noch verbliebenen wurde der Gebrauch der deutschen Sprache verboten.

## Einwohnerentwicklung
| Jahr | Einwohner | Quelle |
| ---- | --------- | ------ |
| 1795 | 52.390    | [ 9 ]  |
| 1819 | 50.170    | [ 10 ] |
| 1846 | 84.312    | [ 11 ] |
| 1871 | 102.099   | [ 12 ] |
| 1885 | 115.372   | [ 13 ] |
| 1900 | 107.911   | [ 14 ] |
| 1910 | 117.906   | [ 14 ] |
| 1925 | 128.077   | [ 15 ] |
| 1939 | 144.644   | [ 15 ] |

Bei der Volkszählung von 1910 bezeichneten sich 76 % der Einwohner des Landkreises Oppeln als rein polnischsprachig und 20 % als rein deutschsprachig.
Bei der Volkszählung von 1939 waren 76 % der Einwohner katholisch und 20 % evangelisch.

## Landräte
| 1743–174900Erdmann Gustav von Walspeck 1752–176500George Heinrich von Tschirschky 17650000000Carl Ludwig von Siegroth 1765–179700Johann Ludwig Ernst von Lyncker 1797–181000Friedrich Leonhard Conrad von Tschirschky und Bögendorff 1812–181300von Kölichen 18130000000von Dallwig (kommissarisch) 1813–181800von Zawadzky 1818–181900von Schwerin (kommissarisch) 1819–182100Paul von Haugwitz (1791–1856) 1821–183700August Marschall von Bieberstein (1782–1837) 1837–184400Paul von Haugwitz (1791–1856) | 1844–186600Julius Hoffmann († 1866) 1866–186700von Bünau (vertretungsweise) 1867–187300Elgar von Dalwigk (1827–1873) 1873–187700Kurt von Haugwitz (1816–1888) 1877–189800Heinrich Albert Gerlach 1898–192200Carl Lücke († 1934) 1922–193300Michael Graf von Matuschka (1888–1944) 1933–193700Johannes Slawik (1892–1969) 1937–193800Bernhard von Derschau (1903–1945) (vertretungsweise) 1938–194000Friedrich Seifarth 19400000000Conrad Listemann (vertretungsweise) 1940–194400Alfred von Oertzen (1903–1971) |

## Kommunalverfassung
Der Kreis Oppeln gliederte sich seit dem 19. Jahrhundert in die Städte Oppeln (bis 1899) und Krappitz, in Landgemeinden und in Gutsbezirke. Mit Einführung des preußischen Gemeindeverfassungsgesetzes vom 15. Dezember 1933 sowie der Deutschen Gemeindeordnung vom 30. Januar 1935 wurde zum 1. April 1935 das Führerprinzip auf Gemeindeebene durchgesetzt. Eine neue Kreisverfassung wurde nicht mehr geschaffen; es galt weiterhin die Kreisordnung für die Provinzen Ost- und Westpreußen, Brandenburg, Pommern, Schlesien und Sachsen vom 19. März 1881.

## Gemeinden
Der Landkreis Oppeln umfasste in den 1930er Jahren die Stadt Krappitz und 135 Landgemeinden:
- Alt Budkowitz
- Alt Poppelau
- Alt Schalkowitz
- Antonia
- Biadacz
- Bierdzan
- Biestrzinnik
- Birkowitz
- Blumenthal
- Boguschütz
- Bolko
- Borrek
- Bowallno
- Brinnitz
- Carlsruhe O.S.
- Chmiellowitz
- Chobie
- Chronstau
- Chrosczinna
- Chrosczütz
- Chrzowitz
- Chrzumczütz
- Czarnowanz
- Dambinietz
- Dammratsch
- Dammratschhammer
- Danietz
- Dembio
- Dembiohammer
- Derschau
- Dombrowitz
- Dombrowka
- Dombrowka an der Oder
- Dometzko
- Dyloken
- Dziekanstwo
- Ellguth Proskau
- Ellguth Turawa
- Falkowitz
- Fallmirowitz
- Finkenstein
- Follwark
- Frauendorf
- Friedrichsfelde (Turawa)
- Friedrichsgrät
- Friedrichsthal (Murow)
- Georgenwerk
- Gorrek
- Goslawitz
- Grabczok
- Gräfenort
- Groschowitz
- Groß Döbern
- Groß Kottorz
- Groß Schimnitz
- Grudschütz
- Halbendorf
- Halbendorf
- Heinrichsfelde (Oberschlesien)
- Hirschfelde (Gemeinde Poppelau)
- Horst
- Jaschkowitz
- Jellowa
- Kadlub-Turawa
- Karmerau
- Kempa (Lugnian)
- Klein Döbern
- Klein Kottorz
- Klein Schimnitz
- Klink
- Kobyllno
- Kollanowitz
- Komprachczütz
- Königshuld
- Konty
- Kossorowitz
- Krappitz, Stadt
- Krascheow
- Kreuzthal
- Krogullno-Gründorf
- Krzanowitz
- Kupferberg (Tarnau)
- Kupp
- Lendzin
- Liebenau
- Luboschütz
- Lugnian
- Malapane
- Malino
- Massow (Lugnian)
- Muchenitz
- Münchhausen
- Murow
- Nakel
- Neu Budkowitz
- Neu Schalkowitz
- Polnisch Neudorf
- Neuhammer (Proskau)
- Neuwedel
- Ochotz
- Plümkenau
- Podewils
- Proskau
- Przyschetz
- Przywor
- Raschau
- Rogau
- Rothhaus
- Sacken (Poppelau)
- Sakrau-Turawa
- Salzbrunn
- Schodnia
- Schulenburg (Tarnau)
- Sczedrzik
- Seidlitz
- Slawitz
- Sowade
- Straduna
- Süßenrode
- Sczepanowitz
- Tarnau
- Tauenzinow
- Tempelhof (Chronstau)
- Turawa
- Vogtsdorf
- Wengern (Turawa)
- Winau
- Wreske
- Zawisc
- Zedlitz (Murow)
- Zelasno
- Zirkowitz
- Zlattnik
- Zlönitz
- Zuzella
- Zywodczütz

Zum Landkreis gehörte außerdem die gemeindefreien Forstgutsbezirke Oppeln Nord, Oppeln Ost und Proskau.
Eingemeindungen bis 1939
- Alt Schalkendorf (Alt Schalkowitz), am 1. April 1939 zu Schalkendorf
- Alt Schalkendorf (Neu Schalkowitz), am 1. April 1939 zu Schalkendorf
- Antonia, am 1. April 1939 zu Malapane
- Dammfelder Hammer (Dammratschhammer), am 1. April 1938 zu Eichendorf
- Erlengrund (Krzanowitz), am 1. April 1937 zu Frauendorf
- Gottesdorf (Boguschütz), am 1. April 1938 zu Glockenau
- Groß Döbern, am 1. April 1938 zu Döbern
- Halbendorf, am 1. April 1936 zu Oppeln
- Hüttendorf, 1924 zu Malapane
- Klein Döbern, am 1. April 1938 zu Döbern
- Lerchenfeld (Kobyllno), am 1. April 1938 zu Heinrichsfelde
- Massow, am 1. April 1939 zu Lugendorf
- Ostdorf (Schodnia), am 1. April 1939 zu Malapane
- Stefanshöh (Sczepanowitz), am 1. April 1936 zu Oppeln
- Wäldchen (Borrek), am 1. April 1939 zu Klosterbrück
- Wengern, am 1. April 1938 zu Königshuld

## Ortsnamen
In den 1930er Jahren wurden im Landkreis Oppeln zahlreiche Gemeinden umbenannt:
| - Alt Budkowitz → Alt Baudendorf - Alt Schalkowitz → Alt Schalkendorf - Biadacz → Kreuzwalde O.S. - Bierdzan → Burkardsdorf - Biestrzinnik → Ringwalde - Birkowitz → Birkental O.S. - Boguschütz → Gottesdorf - Borrek → Wäldchen - Bowallno → Walldorf - Brinnitz → Brünne - Chmiellowitz → Hopfental - Chobie → Koben - Chronstau → Kranst - Chrosczinna → Reisern - Chrosczütz → Rutenau - Chrzowitz → Oderfelde - Chrzumczütz → Schönkirch - Czarnowanz → Klosterbrück - Dambinietz → Eichberge - Dammratsch → Dammfelde - Dammratschhammer → Dammfelder Hammer - Danietz → Bergdorf - Dembio → Reichenwald - Dembiohammer → Eichhammer - Dombrowitz → Eichgrund O.S. - Dombrowka an der Oder → Eichtal - Dometzko → Althaus - Dyloken → Thielsdorf - Dziekanstwo → Dechantsdorf - Ellguth-Proskau → Frei Proskau - Falkowitz → Falkendorf - Fallmirowitz → Fallmersdorf - Follwark → Vorwerk O.S. - Gorrek → Kleinberg - Goslawitz → Ehrenfeld - Grabczok → Buchendorf O.S. - Groß Kottorz → Groß Kochen - Groß Schimnitz → Groß Schimmendorf - Grudschütz → Gruden - Jaschkowitz → Johannsdorf O.S. - Jellowa → Ilnau - Kadlub-Turawa → Fichten O.S. | - Kempa → Mühlenbach O.S. - Klein Kottorz → Klein Kochen - Klein Schimnitz → Klein Schimmendorf - Kobyllno → Lerchenfeld - Kollanowitz → Kniedorf - Komprachczütz → Gumpertsdorf - Königlich Dombrowka → Eichendorf - Königlich Karmerau → Karmerau - Königlich Neudorf → Bolko - Konty → Oderwinkel - Kossorowitz → Grasen - Krascheow → Schönhorst - Krogullno-Gründorf → Stobertal - Krzanowitz → Erlengrund - Lendzin → Lenzen - Luboschütz → Liebtal O.S. - Lugnian → Lugendorf - Malino → Malsdorf - Muchenitz → Moosdorf - Murow → Hermannsthal O.S. - Neu Budkowitz → Neu Baudendorf - Neu Schalkowitz → Neu Schalkendorf - Ochotz → Frühauf - Przyschetz → Lichtenwalde - Przywor → Oderfest - Sakrau-Turawa → Hochfelde O.S. - Schodnia → Ostdorf - Sczedrzik → Hitlersee - Sczepanowitz → Stefanshöh - Slawitz → Preisdorf - Sowade → Hinterwasser - Straduna → Tiefenburg - Tauenzinow → Tauentzien O.S. - Wreske → Heidefelde - Zawisc → Winterfeld O.S. - Zelasno → Eisenau - Zirkowitz → Erlental O.S. - Zlattnik → Goldenau O.S. - Zlönitz → Glockenau - Zuzella → Schlacken - Zywodczütz → Oderwiese |